# Kastenbasierte Prostitution
In der kastenbasierten Prostitution sind Frauen bestimmter Kasten traditionell in der Sexindustrie involviert.

## Geschichte
In Indien gehören zu den mit der Prostitution verbundenen unteren Kastengruppen die "Banchhada", die "Bedias", die "Perna" und die "Nat-Kaste". Es wird angenommen, dass solche Gruppen in der Vergangenheit oft Nomaden waren und sich in kleinen Dörfern niederließen, die als "Prostituiertendörfer" bekannt waren. Während der Kolonialzeit wurden solche Gruppen nach dem "Criminal Tribes Act" häufig als "kriminelle Stämme" eingestuft und verloren aufgrund der daraus resultierenden Verfolgung, die die Frauen zur Prostitution zwang, häufig ihre traditionellen Einkommensquellen wie die als Tänzer. Obwohl sie jetzt als "denotifizierte und nomadische Stämme Indiens" bezeichnet werden, sind sie in der normalen Gesellschaft immer noch häufiger als "kriminelle Stämme" bekannt.
In Nepal ist bekannt, dass die "Badi" traditionell mit Prostitution befasst sind. Nach dem 14. Jahrhundert erhielten die Badis Land und Geld für die Versorgung kleiner Herrscher in Westnepal mit Konkubinen. Nach 1950 verlor das lokale Königshaus in einer demokratiefreundlichen Bewegung die Macht. So erlebten die Badis, wie ihre Kundschaft verschwand, und wandten sich schließlich der Prostitution zu.

## Derzeitige Praxis
Ein sozialer Aktivist spekulierte, dass in Indien schätzungsweise 100.000 Frauen und Mädchen aus niedrigeren Kasten in der Prostitution arbeiten könnten. Diese Praxis konzentriert sich hauptsächlich auf den zentralindischen Bundesstaat Madhya Pradesh.
Unter den "Bacchara", so Monalika Tiwari, eine Sozialarbeiterin der Organisation Jan Sahas, wird von Männern im Allgemeinen nicht erwartet, dass sie arbeiten, während von mindestens einem Mädchen in den meisten Familien erwartet wird, Prostituierte zu werden, anstatt zu heiraten. Mädchen werden im Alter zwischen 10 und 12 verheiratet oder gehen in diesem Alter in die Sexarbeit. Die meisten wenden sich vor ihrem 18. Lebensjahr der Sexarbeit zu. Während Jungen im Land häufig Mädchen vorgezogen werden und geschlechtsspezifische Abtreibungen zu einem verzerrten Geschlechterverhältnis führen, wird die Geburt von Mädchen in einigen Dörfern mit niedriger Kaste und Prostitution als Ankunft künftiger Ernährer gefeiert. Sie werden von ihren eigenen Familien oft von Geburt an auf die Prostitution vorbereitet. Berichten zufolge werden jüngere Mädchen unter Betten gepackt, um andere bei der Arbeit zu beobachten. Je jünger das Mädchen, desto höher ist der Preis für sexuelle Dienstleistungen. Bei den "Perna" sind Mädchen nach der Pubertät verheiratet und werden häufig körperlich durch ihre Schwiegereltern misshandelt, wenn sie sich dann der Prostitution widersetzen, weil diese erwarten, dass die Frau ihres Sohnes einen Beitrag zu den Familienfinanzen leistet. Bei den "Bedia" werden Mädchen in den Beruf eingeführt, sobald sie die Pubertät erreichen.